# Макаров, Сергей Олегович
Серге́й Оле́гович Мака́ров (род. 8 декабря 1964, пос. Верхнечусовские-Городки, Чусовского района Пермской области) — российский физик, специалист в области механики жидкости и газа, соросовский доцент (1997), доктор физико-математических наук, проректор по учебной работе Пермского университета (2010–2022).

## Биография
В 1978—1990 годах — член ВЛКСМ.
С 1981 по 1986 год обучался на физическом факультете Пермского университета; одновременно работал инженером научно-исследовательского сектора. C 1986 года — ассистент кафедры общей физики ПГУ. В 1991 году окончил аспирантуру ПГУ по специальности «Механика жидкостей, газов и плазмы» (научный руководитель Ю. К. Братухин).
В 1993 году после защиты диссертации «Устойчивость осесимметричных термокапиллярных течений в условиях внешней задачи» присуждена учёная степень кандидата физико-математических наук. С 1994 года — старший преподаватель, с 1995 года — доцент кафедры общей физики ПГУ. В 1996 году присвоено учёное звание доцента по кафедре общей физики.
С 1995 года — директор информационно-компьютерного центра Пермского университета. В 2001 году назначен директором Университетского центра Интернет Пермского университета..
В 2007 году за диссертацию «Гидродинамические явления на межфазных границах» присуждена ученая степень доктора физико-математических наук (официальные оппоненты Р. В. Бирих, Д. В. Любимов и Л. Н. Маурин).
2010–2022 — проректор по учебной работе Пермского университета.
В 2011 году присвоено почётное звание почётного работника высшего профессионального образования РФ.
С. О. Макаров — участник, а также член организационных и программных комитетов крупных конференций. Принял участие в создании одного изобретения как соавтор.

## Вклад в развитие университета
В Пермском университете при участии проректора по учебной работе С. О. Макарова были осуществлены:
- разработка и внедрение собственных образовательных стандартов ПГНИУ для всех направлений бакалавриата и специальностей;
- повышение эффективности учебного процесса, его оптимизация путём введения нового единого унифицированного графика учебного процесса для всех направлений и специальностей, переход на триместры, введение балльно-рейтинговой системы оценки знаний;
- лицензирование и открытие более 20 новых направлений и специальностей;
- возобновление педагогического образования в университете;
- введение академической мобильности, осуществление первых программ семестрового обмена студентами.

## Основные работы
- Братухин Ю. К., Макаров С. О. Межфазная конвекция. Пермь: Изд-во Пермского университета, 1994. 327 с.
- Братухин Ю. К., Макаров С. О. Гидродинамическая устойчивость межфазных поверхностей. Пермь: Изд-во Перм. ун-та, 2005. 239 с.
- Макаров С. О. Доклад "Единая телеинформационная система ПГУ" // Всероссийская научно-практическая конференция IT-инновации в образовании.
- Бережнов В. В., Братухин Ю. К., Макарихин И. Ю., Макаров С. О. Возникновение звуковых колебаний при конденсации пара в акустическом резонаторе // Письма в "Журнал технической физики". 1994. Т. 20, №2. С. 77–79.
- Макаров С. О. Азимутальная неустойчивость осесимметричных термокапиллярных течений // Вестник ПГУ, №2. Пермь:Изд-во ПГУ, 1994. С. 90–109. (межвуз.сбор)
- Макаров С. О. О равновесных формах тяжелой капли на поверхности более легкой жидкости // Вестник ПГУ, №4. Пермь: Изд-во ПГУ, 1995. С. 29–41 (межвуз. сборн.).
- Макаров С. О. О конвективной устойчивости суспензий // Известия РАН. Механика жидкости и газа, 1996. №3. С. 44–47.
- Макаров С. О. О капиллярной и гравитационной конвекции в капле, погруженной в неоднородно нагретую жидкость // Изв. РАН, сер. механика жидкости и газа, 1996. №4. С. 43–51.
- Макаров С. О. Автоколебательный режим термокапиллярной конвекции // Гидродинамика, вып.11. Пермь: Изд-во ПГУ, 1998. С. 45–57. (межвуз. сборн.).
- Макаров С. О. Об устойчивости плавающих капель // Гидродинамика, вып.12. Пермь: Изд-во ПГУ, 1999. С. 80–93.
- Макаров С. О. Колебательные режимы термокапиллярной конвекции от сосредоточенного источника тепла // Изв. РАН, сер. механика жидкости и газа, 2000. №2. С. 92–103.
- Макаров С. О. О равновесных формах и устойчивости плавающих капель // Изв. РАН, сер. механика жидкости и газа, 2001. №4. С. 3–12.
- Макаров С. О. Движение капель при диффузии растворимого ПАВ во внешнюю среду // Коллоидный журнал. 2001. Т.63, №3. С. 359–365
- Макаров С. О. К вопросу о граничных условиях на поверхности двух несмешивающихся жидкостей // Термо и концентрационно-капиллярные эффекты в сложных системах. Екатеринбург: Изд-во УрО РАН, 2003. С. 156–177. (межд. сборн.).
- Макаров С. О. Конвективная неустойчивость растворяющихся капель // Термо- и концентрационно-капиллярные эффекты в сложных системах. Екатеринбург: Изд-во УрО РАН, 2003. С. 90–104. (межд. сборн.)
- Макаров С. О. Устойчивость термокапиллярного течения от линейного источника тепла // 15 Зимняя школа по мех. спл. сред. Сб. статей в 3 ч. Часть 1. Екатеринбург:УрОРАН, 2007. С. 135–137.
- Макаров С. О. Замечания о падении капли на свободную поверхность другой жидкости // Изв. РАН. Сер. МЖГ. 2010. №1. С. 40–44.
- Макаров С. О. О меандрировании струй, стекающих по наклонной плоскости // Изв. РАН. Сер. МЖГ. 2010. №4. С. 35–42.
- Макаров С. О. Гравитационный дрейф эллипсоидов в вязкой жидкости // Изв. РАН. Сер. МЖГ. 2011. №5. С. 52–64.
- Макаров С. О. Гидродинамические явления на границах раздела фаз: учебное пособие. Пермь: Изд-во ПГУ, 2003. 76 с.